# Gary Ridgway
Gary Leon Ridgway, noto anche come Green River Killer (Salt Lake City, 18 febbraio 1949), è un criminale statunitense, condannato al carcere a vita per aver commesso almeno 49 omicidi nell'arco di quasi 20 anni.

## Green River Killer

### Origini
Gary Leon Ridgway nacque a Salt Lake City, nello Utah, da Mary Rita Steinman e Thomas Newton Ridgway. Aveva due fratelli, Gregory Leon e Thomas Edward. Crebbe nel quartiere di McMicken Heights, nella zona di SeaTac (Washington). La madre era una persona dominante e, secondo lui, "sessualmente provocante". Il padre, invece, era solito frequentare prostitute. Questo avrebbe creato un forte disagio nella personalità debole di Ridgway.
Ridgway litigava spesso con i genitori. A cena il padre raccontava che, nel breve periodo in cui aveva lavorato in un obitorio, aveva visto un uomo avere rapporti sessuali con i cadaveri. Questo episodio diventò in Ridgway un oggetto di fantasia sessuale, soprattutto nell'adolescenza. Da bambino soffrì di enuresi. La madre, quando scopriva l'incidente, lo lavava e lo guardava storto, creandogli imbarazzo. Ridgway provava verso di lei sentimenti contrastanti, che andavano dall'attrazione sessuale alla rabbia; alcune volte fantasticò sull'idea di avere un rapporto sessuale con lei, altre volte sognò di tagliarle la gola. Amava torturare e uccidere piccoli animali: sparava agli uccelli ed una volta rinchiuse un gatto vivo in una vecchia ghiacciaia fino a causarne la morte.
A 16 anni accoltellò all'addome Rudi Davis, un bambino di sei anni, e lo nascose nei boschi. Mentre Ridgway si allontanava, il bambino lo sentì mentre rideva e diceva: “Ho sempre desiderato sapere che effetto fa uccidere qualcuno” (“I always wondered what it would be like to kill someone”). Il bambino riuscì a tornare a casa, fu operato al fegato e rimase per alcuni giorni in ospedale.
A 20 anni, dopo la scuola, si arruolò in marina. Successivamente si sposò con una sua giovane amica dei tempi della scuola, Claudia Barrows, e poco dopo partì per il Vietnam. Durante il servizio nella marina spese molto tempo con le prostitute, e contrasse per la seconda volta la gonorrea. Questo lo fece arrabbiare molto, ma continuò ad avere rapporti sessuali non protetti con altre prostitute. Il matrimonio con Claudia finì in un anno circa; divorziarono il 14 gennaio 1972 a causa della reciproca infedeltà.
Il 14 dicembre 1973 si risposò con una donna di nome Marcia Winslow, della quale si era innamorato l'anno precedente. I due divorziarono anche stavolta a causa dell'infedeltà reciproca. In questo periodo diventò un fanatico religioso: si impegnava nel leggere la Bibbia sia a casa che al lavoro, costringeva la moglie a seguire gli insegnamenti del loro pastore, piangeva dopo che sentiva i sermoni e faceva proselitismo porta a porta. Il 5 settembre 1975 nacque il primo figlio, Matthew. Ridgway ottenne il permesso di vederlo nei week-end. Negli anni settanta iniziò a lavorare come verniciatore di pick-up presso la Kenworth Truck Company; per caricare le prostitute usava un camion marrone scuro con chiazze di minio. Prima di entrare nella Kenworth tentò senza successo di entrare nella polizia.
Talvolta chiese a Marcia di avere rapporti sessuali in posti inappropriati, come i boschi e le zone pubbliche. Secondo una testimonianza di Marcia, in un'occasione provò a strangolarla: lei durante una lite non gli aveva risposto e lui le strinse un braccio intorno al collo. Inoltre avrebbe praticato con lei il bondage. In generale aveva un appetito sessuale insaziabile: chiedeva alle mogli e a vecchie amiche di copulare più volte al giorno, talvolta anche in aree pubbliche. I familiari e gli amici lo conoscevano come una persona amichevole, tuttavia strana.
Attorno al 1985 cominciò a frequentare una donna di nome Judith Mawson, con cui si sposò il 12 giugno 1988. Lei notò che il marito usciva di casa molto presto per svolgere del lavoro extra: potrebbe avere commesso dei delitti in quei momenti. La Mawson non sospettò mai che Ridgway potesse essere il Green River Killer; prima dell'arresto del 1987 non conosceva nemmeno il caso perché non guardava i notiziari. Secondo le future testimonianze del killer, il suo matrimonio con lei lo rese felice e gli avrebbe fatto uccidere meno vittime. Il 21 gennaio 1998 il padre morì dopo una lunga lotta contro l'Alzheimer. Il 15 agosto 2001 la madre morì di cancro.

### Omicidi

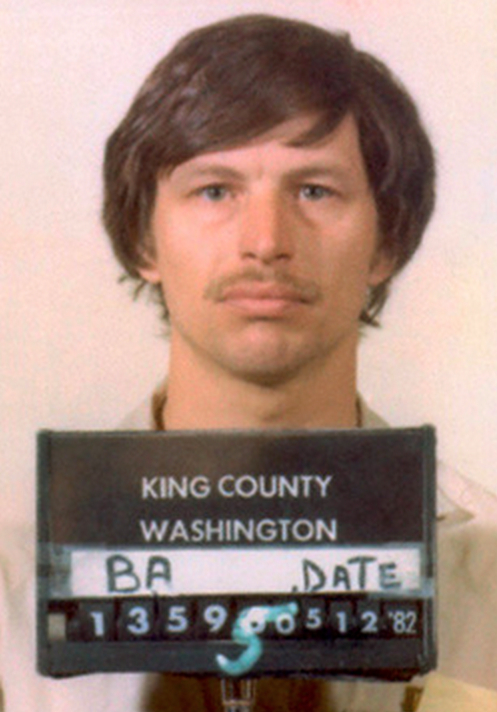
Foto segnaletica di Ridgway nel 1982

Gary Ridgway commise gli omicidi tra il 1982 e, presumibilmente, il 1998; potrebbe avere ucciso anche oltre il 1998, fino al 2001. In realtà il primo delitto l'avrebbe commesso negli anni settanta. Tutte le sue vittime (con un'unica eccezione) erano prostitute, che frequentava assiduamente; le più giovani avevano solo 15 anni. Gran parte di esse le abbordò nella Pacific Highway South, una strada a luci rosse nei pressi dell'aeroporto di SeaTac (Seattle-Tacoma) detta “lo Strip”. L'area colpita fu la Contea di King, a Seattle (Washington). Ridgway le caricava sul suo pick-up; per tranquillizzarle mostrava loro la foto del figlio Matthew. Arrivato in una zona appartata, portava la vittima sul retro del pick-up per una prestazione. Successivamente la strangolava a mani nude o con un laccio; in alcuni corpi il laccio era stato stretto così forte da penetrare nella carne.
In molte altre occasioni, soprattutto dopo i primi delitti, le uccideva in casa propria. Dopo che una vittima ebbe svuotato la vescica mentre la strangolava, chiese alle prostitute di urinare in bagno prima della prestazione. Successivamente al delitto tagliava le unghie al cadavere per assicurarsi che non vi fosse sopra il suo DNA e lo violentava, per poi nasconderlo in alcune zone boschive lontane dalla città. Ogni tanto tornava sulla scena del crimine per violentare il cadavere, sebbene parzialmente decomposto. Per evitare l'odore si cospargeva di un antisettico di sua invenzione, un miscuglio di alcool e Aqua Velva; non è stato accertato se funzionasse veramente: lui credeva così.
Ridgway, secondo le sue confessioni, era quasi diventato uno schiavo della necrofilia: per combattere il vizio decise di nascondere i corpi in zone sempre più lontane o di seppellirli. Infine sfiorò l'idea del cannibalismo, che non praticò mai, e l'idea di impalare una prostituta. I primi corpi li gettò nel fiume Green (Green River). Due vittime accertate e due sospette vennero trovate a Portland, nell'Oregon. Alcuni resti delle vittime li sparpagliò sempre nell'Oregon nel tentativo di depistare la polizia. Annotava in alcuni block notes alcuni particolari delle vittime, tra cui il numero di telefono, usando un linguaggio in codice noto solo a lui, così la moglie non si sarebbe insospettita. Spesso telefonava al protettore con lo pseudonimo “Steve” per chiedergli di avere un altro incontro con la ragazza: era un modo per depistare anche lui. Gran parte dei delitti avvennero nel 1982-1984; successivamente rallentò il ritmo per timore di essere arrestato.

### Le indagini
La prima scoperta ufficiale di un suo delitto avvenne quando, il 15 luglio 1982, un collezionista di cianfrusaglie di nome Robert Ainsworth (41 anni) attraversò con un canotto una sponda del Green River: sul fondo notò quello che sembrava fosse un manichino, che era in realtà il cadavere di una donna. Accanto ce n'era un altro, trattenuto sott'acqua con alcuni sassi sistemati sul corpo. Cadde in acqua in stato di shock e nuotò fino alla riva. Chiamò la polizia, che accorse subito. Mentre ripescava i corpi, lo sceriffo David “Dave” Reichert perlustrò la boscaglia vicina, e in mezzo ai rovi trovò un terzo cadavere seminudo, con un paio di jeans annodati al collo e contusioni su braccia e gambe, conseguenza di una lotta. Poco tempo prima erano stati effettuati altri due ritrovamenti: erano morte due donne, Wendy Lee Coffield e Debra Bonner. La prima fu trovata il 15 luglio 1982, la seconda il 12 agosto 1982: il suo corpo era in pessimo stato, era pieno di bruciature, gonfio e infestato dalle larve. Presto si diffuse la notizia, e l'assassino venne soprannominato “Green River Killer”.
La polizia della Contea di King formò una squadra di 25 agenti, la “Green River Task Force”, che si sarebbe occupata delle indagini; i due capi erano gli sceriffi Robert “Bob” Keppel e David Reichert. Parte dei membri della taskforce si occupò in seguito anche degli omicidi dello strangolatore di Honolulu. Le tre vittime trovate nel fiume erano Marcia Chapman, Cynthia Hinds e Opal Mills. Con il passare degli anni vennero trovati molti altri corpi, quasi tutti decomposti o ridotti a scheletri e ossa sparse. Quattro vittime non vennero mai identificate. Nel corso delle indagini, molto costose e durate anni, la task force trovò delle persone sospette, ma mai il vero colpevole.
La squadra si avvalse svariate volte della consulenza del noto profiler John E. Douglas e, in un'occasione, dell'FBI, ma inizialmente arrestò Earnest W. “Bill” McLean, una persona sospetta, ma innocente. John Douglas inoltre attribuì i delitti a due diversi killer, cosa che si rivelerà errata. In un'occasione lo sceriffo Reichert partecipò ad una trasmissione televisiva dove vennero raccontati i crimini del Green River Killer e lanciò una sfida all'assassino: gli chiese di telefonare in diretta televisiva. Arrivò una telefonata in studio, ma era quella di un mitomane. In generale la stampa, soprattutto nel primo periodo dei delitti, si occupò di sensibilizzare le persone sul caso. Solo ogni tanto fu d'intralcio, ad esempio quando rivelò che l'area del Green River era sorvegliata da camion della polizia mimetizzati.
Nel 1984 Dave Reichert fu rimpiazzato dal maggiore Richard Kraske e la task force fu riorganizzata. Verso la fine dello stesso anno Theodore Robert Bundy, un noto serial killer, si offrì di partecipare alle indagini. Era stato arrestato nel 1979, dopo avere ucciso almeno 30 ragazze in vari stati americani; al momento era imprigionato in Florida. Attirava a sé le vittime in due modi: o le faceva entrare in macchina e le intrappolava (mancava la maniglia per uscire) o le rapiva fingendosi un poliziotto. Processato, provò a difendersi da solo (in passato aveva studiato legge), ma venne condannato a morte. Pare si sia offerto di aiutare la polizia solo per ritardare l'esecuzione e sentirsi importante. Compilò un profilo che in futuro si rivelerà essere errato. Inoltre si vantò con lo sceriffo Reichert di avere attirato e ucciso giovani studentesse con il suo fascino: schernì il Green River Killer, che secondo lui aveva attirato e ucciso delle prostitute con molta facilità. Il killer delle studentesse venne poi abbandonato alla sua sorte e fu giustiziato sulla sedia elettrica il 24 gennaio 1989.
Nel corso degli anni la polizia arrestò Ridgway più volte; diventò presto un sospettato, ma non venne mai incriminato dei delitti. Nel 1982 e il 1986 venne sottoposto alla macchina della verità: superò l'esame entrambe le volte. Nel 1985 una prostituta di nome Rebecca Guay lo accusò di avere provato a strangolarla il 9 novembre 1982. Ridgway fu interrogato e disse di avere reagito perché la donna, mentre gli praticava un rapporto orale, gli aveva morso il pene: l'accusa di violenza cadde. Nel 1983 il protettore di Marie Malvar vide Ridgway allontanarsi con lei sul suo pick-up, che successivamente riconobbe. Nel 1987 la polizia gli perquisì la casa e gli prese dei campioni di garza imbevuta di saliva e dei capelli. I colleghi, che erano a conoscenza degli arresti, lo soprannominarono “Green River Gary”. Durante gli interrogatori, ammise di avere conosciuto alcune vittime e in diverse occasioni alcuni testimoni riconobbero il suo automezzo. Ciò portò ad una perquisizione in casa sua nel 1983, che non portò ad alcun riscontro. In un episodio del 1983 Ridgway fu fermato da una pattuglia della polizia dopo che tornava al suo pick-up. I poliziotti gli chiesero cosa stesse facendo: lui rispose che aveva orinato. In realtà aveva appena avuto un rapporto necrofilo col cadavere di Costance Naon. Il 16 dicembre 2001 fu arrestato per aver tentato di caricare a bordo del camion una prostituta.
Nel 1990 David Reichert fu costretto a lasciare la task force; da sceriffo diventò sergente, e pattugliò i luoghi dei ritrovamenti per notare eventuali persone sospette. Non trovò mai nulla. Tra il 1991 e il 1992 la task force venne ridotta ad un solo uomo, un detective di nome Tom Jensen. Il caso rimase ancora insoluto. Fino ad allora la polizia mise insieme i casi di sparizioni e delitti di prostitute nelle aree di Seattle, Tacoma e Portland. In totale attribuì al killer più di 70 omicidi, di cui circa una quarantina accertati.

### Arresto
Con il passare del tempo, la ricerca scientifica fece grandi passi avanti, e si perfezionò la tecnica dell'estrazione del DNA. Nel settembre 2001 David Reichert e una trentina di agenti riaprirono il caso ed esaminarono lo sperma rinvenuto nella vagina di alcune vittime. Dopo averne estratto il DNA, lo paragonarono a dei vecchi campioni di garza impregnata di saliva che erano rimasti conservati dal 7 aprile 1987. A quei tempi dai campioni biologici di questo tipo si poteva prelevare solo il gruppo sanguigno, non il DNA. Il risultato dell'esame dimostrò che Gary Leon Ridgway le aveva violentate. Il 10 settembre, quando lo sceriffo Reichert lo venne a sapere, scoppiò a piangere per la gioia. Come ammise lui stesso, nutriva già da tempo molti sospetti su Ridgway.
Il killer venne arrestato il 30 novembre 2001 a Renton, mentre stava lasciando la compagnia Kenworth per cui lavorava. Era accusato di quattro omicidi accertati, quelli ai danni di Marcia Chapman, Opal Mills, Cynthia Hinds e Carol Ann Christensen. Con l'analisi della composizione dello spray che usava per riverniciare il pick-up, gli vennero accertati altri tre delitti ai danni di Wendy Coffield, Debra Bonner e Debra Estes. Il 5 settembre 2002 Ridgway e la Mawson divorziarono.
La polizia lo avvertì che, se avesse confessato subito tutti i delitti, avrebbe avuto poche probabilità di essere condannato alla pena di morte al processo. Ridgway patteggiò quindi con la polizia e confessò di essere il Green River Killer. Il 5 novembre 2003 ammise di avere commesso tutti e 48 i delitti scritti nella lista della polizia. Con il suo aiuto nello stesso anno vennero ritrovati altri tre corpi: il 16 agosto quello di Pammy Annette Avent e, tra il mese di agosto e ottobre, quelli di Marie M. Malvar e di April Buttram; quest'ultimo era decapitato. Il 23 novembre venne trovato nei pressi di Issaquah il teschio mancante di una vittima, Tracy Winston. L'ultimo cadavere, quello di Becky Marrero, sarà trovato il 21 dicembre 2010. In totale gli agenti recuperarono 49 corpi (48 fino alla pronuncia della sentenza processuale). In alcune interrogazioni successive confessò prima 52 delitti, poi 65 e infine 71. Quest'ultima la fece il 31 dicembre 2003. Quella in cui ne confessò 65 è contenuta in un nastro diffuso dalla polizia il 9 febbraio 2004.
Il 18 dicembre 2003 il giudice Richard Jones lo trovò colpevole di 48 omicidi e lo condannò a 48 ergastoli e 480 anni di carcere senza la possibilità di uscire sulla parola; aggiunse infine una condanna al carcere a vita. I 480 anni di pena gli derivarono dalla manomissione delle scene del crimine. Alla Corte disse che aveva ucciso così tante prostitute che aveva perso il conto. Con il patteggiamento evitò la pena di morte.
Nel novembre 2005 venne trovato il teschio mancante di Tracy Winston, a diverse miglia di distanza dalla zona di Kent dove venne trovato il suo corpo nel 1986. Il 21 dicembre 2010 venne trovato ad Auburn (Washington) a seguito di una segnalazione il teschio di Rebecca “Becky” Marrero, la 49ª vittima ritrovata. Ridgway nel 2003 aveva confessato questo omicidio, ma il fatto non venne considerato per insufficienza di prove. Il teschio si trovava in una zona vicina a quella dove, nel 2003, venne trovato il corpo di Marie Malvar. L'11 febbraio 2011 fu ufficialmente incriminato. Il 18 febbraio gli venne aggiunto un 49º ergastolo alla pena che stava scontando. Il killer si trova tuttora nel Penitenziario Statale di Washington a Walla Walla. Il caso è ufficialmente chiuso, sebbene abbia confessato molti altri delitti.
Nell'udienza del 5 novembre 2003, si verificò un fatto rimarchevole: mentre venivano sentiti i familiari di alcune delle vittime che, comprensibilmente, sfogavano il loro dolore e la loro rabbia per l'ingiusto dolore causato dall'uomo, uno di essi, Robert Rule, il padre di Linda Jane, gli si rivolse chiamandolo "Signor Ridgway", e affermando: "ci sono persone qui che la odiano, ma io non sono uno di queste. Lei ha reso molto difficile per me vivere all'altezza di quello in cui credo, che è quello che Dio dice di fare, cioè di perdonare... lei è perdonato, signore". Ridgway, che fino ad allora era stato impassibile, accusò il colpo e scoppiò in pianto.

### Vittime accertate
| #  | Nome                               | Età   | Data della scomparsa                                                             | Data del ritrovamento |
| -- | ---------------------------------- | ----- | -------------------------------------------------------------------------------- | --------------------- |
| 1  | Wendy Lee Coffield                 | 16    | 8 luglio 1982                                                                    | 15 luglio 1982        |
| 2  | Gisele Ann Lovvorn                 | 17    | 17 luglio 1982                                                                   | 25 settembre 1982     |
| 3  | Debra Lynn Bonner                  | 23    | 25 luglio 1982                                                                   | 12 agosto 1982        |
| 4  | Marcia Fay Chapman                 | 31    | 1º agosto 1982                                                                   | 15 agosto 1982        |
| 5  | Cynthia Jean Hinds                 | 17    | 11 agosto 1982                                                                   | 15 agosto 1982        |
| 6  | Opal Charmaine Mills               | 16    | 12 agosto 1982                                                                   | 15 agosto 1982        |
| 7  | Terry Rene Milligan                | 16    | 29 agosto 1982                                                                   | 1º aprile 1984        |
| 8  | Mary Bridget Meehan                | 18-19 | 15 settembre 1982                                                                | 13 novembre 1983      |
| 9  | Debra Lorraine “Betty Jones” Estes | 15    | 20 settembre 1982                                                                | 30 maggio 1988        |
| 10 | Linda Jane Rule                    | 16    | 26 settembre 1982                                                                | 31 gennaio 1983       |
| 11 | Denise Darcel Bush                 | 23    | 8 ottobre 1982                                                                   | 12 giugno 1985        |
| 12 | Shawnda Leea Summers               | 16    | 9 ottobre 1982                                                                   | 11 agosto 1983        |
| 13 | Shirley Marie Sherril              | 18    | 20-22 ottobre 1982                                                               | Giugno 1985           |
| 14 | Rebecca “Becky” Marrero            | 20    | 3 dicembre 1982                                                                  | 21 dicembre 2010      |
| 15 | Colleen Renee Brockman             | 15    | 24 dicembre 1982                                                                 | 26 maggio 1984        |
| 16 | Sandra Denise Major                | 20    | 24 dicembre 1982                                                                 | 30 dicembre 1985      |
| 17 | Alma Ann Smith                     | 18    | 3 marzo 1983                                                                     | 2 aprile 1984         |
| 18 | Delores LaVerne Williams           | 17    | 8-14 marzo 1983                                                                  | 31 marzo 1984         |
| 19 | Gail Lynn Mathews                  | 23    | 10 aprile 1983                                                                   | 18 settembre 1983     |
| 20 | Andrea M. Childers                 | 19    | 14 aprile 1983                                                                   | 11 ottobre 1989       |
| 21 | Sandra Kay Gabbert                 | 17    | 17 aprile 1983                                                                   | 1º aprile 1984        |
| 22 | Kimi-Kai Pitsor                    | 16    | 17 aprile 1983                                                                   | 15 dicembre 1983      |
| 23 | Marie Molina Malvar                | 18    | 30 aprile 1983                                                                   | 26 settembre 2003     |
| 24 | Carol Ann Christensen              | 21    | 3 maggio 1983                                                                    | 8 maggio 1983         |
| 25 | Martina Theresa Authorlee          | 18    | 22 maggio 1983                                                                   | 14 novembre 1984      |
| 26 | Cheryl Lee Wims                    | 18    | 23 maggio 1983                                                                   | 22 marzo 1984         |
| 27 | Yvonne “Shelly” Antosh             | 19    | 31 maggio 1983                                                                   | 15 ottobre 1983       |
| 28 | Carrie Ann Rois                    | 15    | 31 maggio-13 giugno 1983                                                         | 10 marzo 1985         |
| 29 | Costance “ Connie” Elizabeth Naon  | 20    | 8 giugno 1983                                                                    | 27 ottobre 1983       |
| 30 | Kelly Marie Ware                   | 22    | 18 luglio 1983                                                                   | 29 ottobre 1983       |
| 31 | Tina Marie Thompson                | 21    | 25 luglio 1983                                                                   | 20 aprile 1984        |
| 32 | April Dawn Buttram                 | 16    | 18 agosto 1983                                                                   | 30 agosto 2003        |
| 33 | Debbie May Abernathy               | 26    | 5 settembre 1983                                                                 | 31 marzo 1984         |
| 34 | Tracy Ann Winston                  | 19    | 12 settembre 1983                                                                | 27 marzo 1986         |
| 35 | Maureen Sue Feeney                 | 19    | 28 settembre 1983                                                                | 2 maggio 1986         |
| 36 | Mary Sue Bello                     | 25    | 11 ottobre 1983                                                                  | 12 ottobre 1984       |
| 37 | Pammy Annette Avent                | 15    | 26 ottobre 1983                                                                  | 16 agosto 2003        |
| 38 | Delise Louise Plager               | 22    | 30 ottobre 1983                                                                  | 14 febbraio 1984      |
| 39 | Kimberly L. Nelson                 | 21    | 1º novembre 1983                                                                 | 14 giugno 1986        |
| 40 | Lisa Yates                         | 19    | 23 dicembre 1983                                                                 | 13 marzo 1984         |
| 41 | Mary Exzetta West                  | 16    | 6 febbraio 1984                                                                  | 8 settembre 1985      |
| 42 | Cindy Anne Smith                   | 17    | 21 marzo 1984                                                                    | 27 giugno 1987        |
| 43 | Patricia Michelle Barczak          | 19    | 17 ottobre 1986                                                                  | Febbraio 1993         |
| 44 | Roberta Joseph Hayes               | 21    | Vista l'ultima volta mentre lasciava una prigione di Portland il 7 febbraio 1987 | 11 settembre 1991     |
| 45 | Marta Reeves                       | 36    | 5 marzo 1990                                                                     | 20 settembre 1990     |
| 46 | Patricia Yellowrobe                | 38    | Gennaio 1998                                                                     | 6 agosto 1998         |
| 47 | Wendy Stephens                     | 14    | Prima del maggio 1983                                                            | 21 marzo 1984         |
| 48 | Donna non identificata             | 14-18 | Dicembre 1980-gennaio 1984                                                       | 2 gennaio 1986        |
| 49 | Donna non identificata             | 13-24 | 1973-1993                                                                        | Agosto 2003           |

- Prima della confessione di Ridgway, le autorità non gli attribuirono i delitti di Rule, Barczak, Hayes, Reeves, Yellowrobe e della 49ª vittima.
- Nella vagina dei corpi di Marcia Chapman e Cynthia Hinds vennero trovati due sassi piramidali.
- Debra Lorraine Estes, diverso tempo prima di essere strangolata da Ridgway, aveva testimoniato alla polizia di essere stata stuprata, strozzata con una bandana e accoltellata da un uomo armato di pistola. Riuscì a sopravvivere e, quando quest'ultimo tornò indietro a misurarle il polso, lei si finse morta. L'assalitore, un macellaio di nome Charles Clinton Clark, fu riconosciuto e arrestato; aveva aggredito anche un'altra prostituta, che lo identificò insieme alla Estes. Ma non scampò al suo ultimo cliente, il Green River Killer. Dopo il ritrovamento del cadavere i suoi genitori chiesero allo sceriffo Reichert di partecipare al funerale e di portare il suo feretro; lui accettò.
- Ridgway rimase incuriosito quando vide che il cadavere di Terry Milligan, morta il giorno prima, stava sviluppando il rigor mortis, e scattò delle foto-ricordo.
- Mary Meehan era incinta all’ottavo mese. Ridgway la strangolò dopo che lei rifiutò di praticare il sesso vaginale; lui non sapeva che portava in grembo un bambino. Nelle confessioni ammetterà che, anche se avesse saputo che era incinta, l'avrebbe uccisa lo stesso. Per la prima volta seppellì il corpo.
- Sandra Kay Gabbert e Kimi-Kai Pitsor morirono nello stesso giorno (17 aprile 1983).
- Carol Ann Christensen è l'unica vittima che non era una prostituta. Lavorava come cameriera e aveva iniziato una relazione con Ridgway. Il corpo fu ritrovato completamente vestito; aveva un sacco di carta sulla testa che, se tolto, rivelava una trota che gli era stata posizionata sul collo. Sul torace era stata sistemata una bottiglia di vino e nella mano sinistra stringeva una salsiccia. Su un seno aveva altri pesci. Nella vagina venne rinvenuto dello sperma, segno di stupro.
- Cheryl Lee Wims morì il giorno del suo compleanno (23 maggio 1983).
- Ridgway si pentì di avere ucciso Debbie Abernathy il giorno del compleanno del figlio Matthew (5 settembre). Si pentì anche di avere ucciso Cooleen Brockman il giorno della Vigilia di Natale. Infine si pentì di avere ucciso Costance Naon perché “era tanto bella”[3].
- Quattro mesi dopo l'omicidio di April Buttram, Ridgway tornò sulla scena del crimine per prendersi il suo teschio come souvenir. Rubò anche delle ossa ad altre due vittime morte in passato.
- La morte di Patricia Yellowrobe fu inizialmente accreditata ad un'intossicazione da alcol e droghe. La sua morte verrà confessata da Ridgway nel 2003.
- Sandra Denise Major è stata identificata solo nel giugno 2012.

### Vittime presunte
| #   | Nome                   | Età | Data della scomparsa | Data del ritrovamento | Annotazioni |
| --- | ---------------------- | --- | -------------------- | --------------------- | --- |
| 50  | ?                      | ?   | 1964                 | 1964                  | Ridgway negli interrogatori confessò un delitto avvenuto nei primi anni sessanta. Disse di avere affogato un bambino in un lago vicino a Seattle: gli aveva stretto le gambe in una morsa e, dopo che era morto, aveva abbandonato il corpo sotto un pontile. La polizia scoprì che in quel lago era affogato un bambino nel 1964. Non è stato possibile trovare delle prove del coinvolgimento di Ridgway. |
| 51  | ?                      | ?   | 1964                 | 1964                  | Nello stesso lago e nello stesso anno era anche affogato un adolescente. |
| 52  | Leanne Wilcox          | 16  | Dicembre 1981        | 21-22 gennaio 1982    | Dopo i primi ritrovamenti nel Green River, la polizia prese in considerazione il delitto di una prostituta di nome Leanne Wilcox. Il suo corpo era stato gettato in una discarica. Il suo corpo, quello della Coffield e della Bonner vennero trovati in un'area di 15 km. La Wilcox e la Coffield erano anche amiche. Il caso fu escluso dalla lista di vittime del killer. Dave Reichert indagò su questo delitto nel gennaio 1982. Sul suo corpo gli agenti trovarono del DNA, ma non combaciava con quello di Ridgway. |
| 53  | Virginia Taylor        | 19  | ?                    | 29 gennaio 1982       | Era una danzatrice che lavorava a Seattle e faceva l'autostop. Il suo corpo fu trovato strangolato in un terreno abbandonato vicino alla South Seattle Community College. La polizia trovò prove che era stata gettata fuori da un'auto. Il marito, con cui si era sposata poco prima di essere uccisa, fu escluso dalla lista dei sospettati. |
| 54  | Joan Connor            | 16  | ?                    | 5 febbraio 1982       | Era una ragazza che viveva a nord di Seattle. Vendeva caramelle e faceva l'autostoppista. Si era ritirata dalla scuola ma sperava di diventare una psicologa. Fu colpita in testa e strangolata. Il suo corpo fu recuperato il 5 febbraio 1982 vicino al Fremont Bridge. |
| 55  | Amina Agisheff         | 35  | 7 luglio 1982        | 18 aprile 1984        | Fu avvistata l'ultima volta mentre si recava a casa dal ristorante in cui lavorava come cameriera. Lasciò due bambini. La task force inizialmente gli attribuì il delitto, ma Ridgway nella confessione negò di averlo commesso. Inoltre la vittima non era una prostituta. |
| 56  | Theresa Kline          | 27  | 27 aprile 1982       | 27 aprile 1982        | Era un'autostoppista che fu avvistata per l'ultima volta sull'Aurora Avenue. Morì strangolata; il suo corpo venne trovato poche ore dopo il delitto. |
| 57  | Patricia Ann Osborn    | 19  | Ottobre 1983         | Mai ritrovato         | Era una prostituta i cui genitori denunciarono la scomparsa nel 1983. La task force scrisse il suo nome nella lista delle vittime sospette l'11 febbraio dello stesso anno. Negli interrogatori Ridgway non riuscì a dare dettagli sul luogo dove potesse avere lasciato il corpo. |
| 58  | Kaseen Ann Lee (Woods) | 16  | 28 agosto 1982       | Mai ritrovato         | Fu avvistata l'ultima volta mentre lasciava il suo appartamento nella Pacific Highway South. Ridgway nel 2003 confessò di averla strangolata nel 1982 e di averne buttato il corpo nei pressi dello “Strip” di SeaTac. Le ricerche vennero intraprese nell'ottobre 2008 ma non diedero nessun frutto. |
| 59  | Tammie Charlene Liles  | 16  | 9 giugno 1983        | Aprile 1985           | Ridgway è fortemente sospettato dell'omicidio di una prostituta di nome Tammie Liles. La vittima è stata trovata a circa un miglio di distanza dalla zona dove vennero recuperate i corpi di due vittime accertate, Shirley Shirrell e Denise Bush. Il corpo rimase non identificato fino al 1998. Ridgway negò di essere coinvolto nel delitto. |
| 60  | Keli Kay McGinness     | 18  | 28 giugno 1983       | Mai ritrovato         | Sparì dopo essere passata per un motel nella Pacific Highway South. Poco dopo la sua sparizione, venne avvistata a Seattle da una pattuglia della polizia portuale su un pick-up guidato da Ridgway; si trovavano in un campo da baseball vicino all'aeroporto. La McGinness diede alla polizia un suo pseudonimo, “Jennifer Kaufman”. Quando nel 2003 venne recuperato il corpo di April Buttram, Ridgway lo identificò erroneamente con quello di Keli Kay McGinness a causa della loro somiglianza fisica.              |
| 61  | Angela Marie Girdner   | 16  | Maggio o luglio 1983 | 22 aprile 1985        | Prima di scappare di casa nel 1983, abitava a Portland. Anche il suo corpo, come quello di Tammie Liles, è stato trovato in un'area boschiva a circa un miglio di distanza dai corpi di Shirley Shirrell e Denise Bush. Il corpo rimase non identificato fino all'ottobre 2009. Ridgway negò di essere coinvolto nel suo delitto. |
| 62  | Kristi Lynn Vorak      | 13  | 31 ottobre 1982      | Mai ritrovato         | La Vorak viveva a Tacoma prima di sparire la Notte di Halloween. Non si prostituiva e non aveva ragione apparente di scappare di casa. Nel maggio 1993 fu iscritta nella lista di possibili vittime del Green River Killer. |
| 63  | Patricia Ann Leblanc   | 15  | 12 agosto 1983       | Mai ritrovato         | Venne avvistata per l'ultima volta a Seattle; ebbe una storia di prostituzione. Nel 1993 il suo nome fu inserito nella lista di vittime sospettate, ma il caso è tuttora insoluto. |
| 64  | Rose Marie Kurran      | 16  | 26 agosto 1987       | Agosto 1987           | |
| 65  | Darci Warde            | 16  | 24 aprile 1990       | Mai ritrovato         | |
| 66  | Cora McGuirk           | 22  | 12 luglio 1991       | Mai ritrovato         | Cora McGuirk era la madre del giocatore di basketball Martell Webster; sparì quando il figlio aveva 4 anni. |
| 66+ | ?                      | ?   | 1998-2001            | 1998-2001             | Ridgway potrebbe avere commesso altri omicidi tra il 1998 e il 2001, prima di essere arrestato. |

## Gary Ridgway nella cultura di massa

### Musica
- Nel brano Death Wrote del rapper mantovano I.O.R.I.A. la seconda strofa è totalmente basata sulla storia del Green River Killer.
- Il seminale gruppo grunge Green River prese il suo nome in riferimento agli omicidi del Green River Killer. Inoltre, la title track del loro EP di debutto del 1985 intitolato Come on Down parla degli omicidi dal punto di vista dell'assassino.[17]
- Nel 1989, la band inglese M.D.M.A pubblicò il singolo Green River Waves. Il testo della canzone fa direttamente riferimento agli omicidi.[18]
- La canzone del 2002 Deep Red Bells di Neko Case narra della vita del protagonista cresciuto da adolescente all'epoca degli omicidi di Ridgway.[19]
- L'album G.R. del progetto power electronics Deathpile è dedicato a Gary Ridgway.[20]
- La canzone "green river" dei church of misery dall'album master of brutality, pubblicato nel 2001 parla della vicenda di questo serial killer.

### Cinema e televisione
- The Riverman, film tv diretto da Bill Eagles (2004).
- Green River Killer, film diretto da Ulli Lommel (2005).
- The Capture of the Green River Killer, mini serie tv di 2 episodi con protagonista Tom Cavanagh (2008).
- My Uncle Is the Green River Killer, film tv con protagonista John Alexenko (2014).
- Bundy and the Green River Killer, film diretto da Andrew Jones (2019).
- Nel quinto episodio della quarta stagione del telefilm Criminal Minds viene citato il killer di Green River.
- Primo episodio della serie tv true crime Catching Killers (2021), prodotta da Netflix.
- Nel film The killer (2023), diretto da David Fincher, viene citato il Green River Killer.